# Limacorina liparina
Limacorina liparina är en fjärilsart som beskrevs av Erich Martin Hering 1931. Limacorina liparina ingår i släktet Limacorina och familjen snigelspinnare. Inga underarter finns listade i Catalogue of Life.